# Dolores (Guatemala)
Dolores é uma cidade da Guatemala, localizado no departamento de El Petén.